# 2012年俄罗斯总统选举
2012年俄羅斯總統選舉是俄羅斯聯邦的第六次民選總統的選舉，於2012年3月4日舉行。
前總統及現任總理普京以超過6成的得票率當選，不過久加諾夫和其他反對派指責選舉舞弊。2012年3月5日，約2萬人在莫斯科參加示威，抗議選舉結果。美国方面也谨慎措辞，称希望俄罗斯中央选举委员会尽快解决相关争议。普京在胜选后会晤了除久加诺夫外的三名竞选人，呼吁团结和对话。

## 背景
由於統一俄羅斯黨主席，現任俄羅斯總理普京連任總統限制解除，因此決定回任競選俄羅斯總統。放棄連任總統的德米特里·梅德維傑夫可能會在總統任期結束后出任俄罗斯总理。
亞博盧黨創始人尼古拉·亞夫林斯基、伊爾庫茨克州州長德米特里·梅津采夫的支持者簽名中出現大量違規現象，根據法律規定，中選委無法登記他們為總統候選人。其中，亞夫林斯基的支持者簽名不合格率高達25.66%，梅津采夫的支持者簽名不合格率為15%，都超過法律規定的5%上限。而普羅霍羅夫支持者簽名的不合格率僅為4.38%。

## 候选人
候选人名單

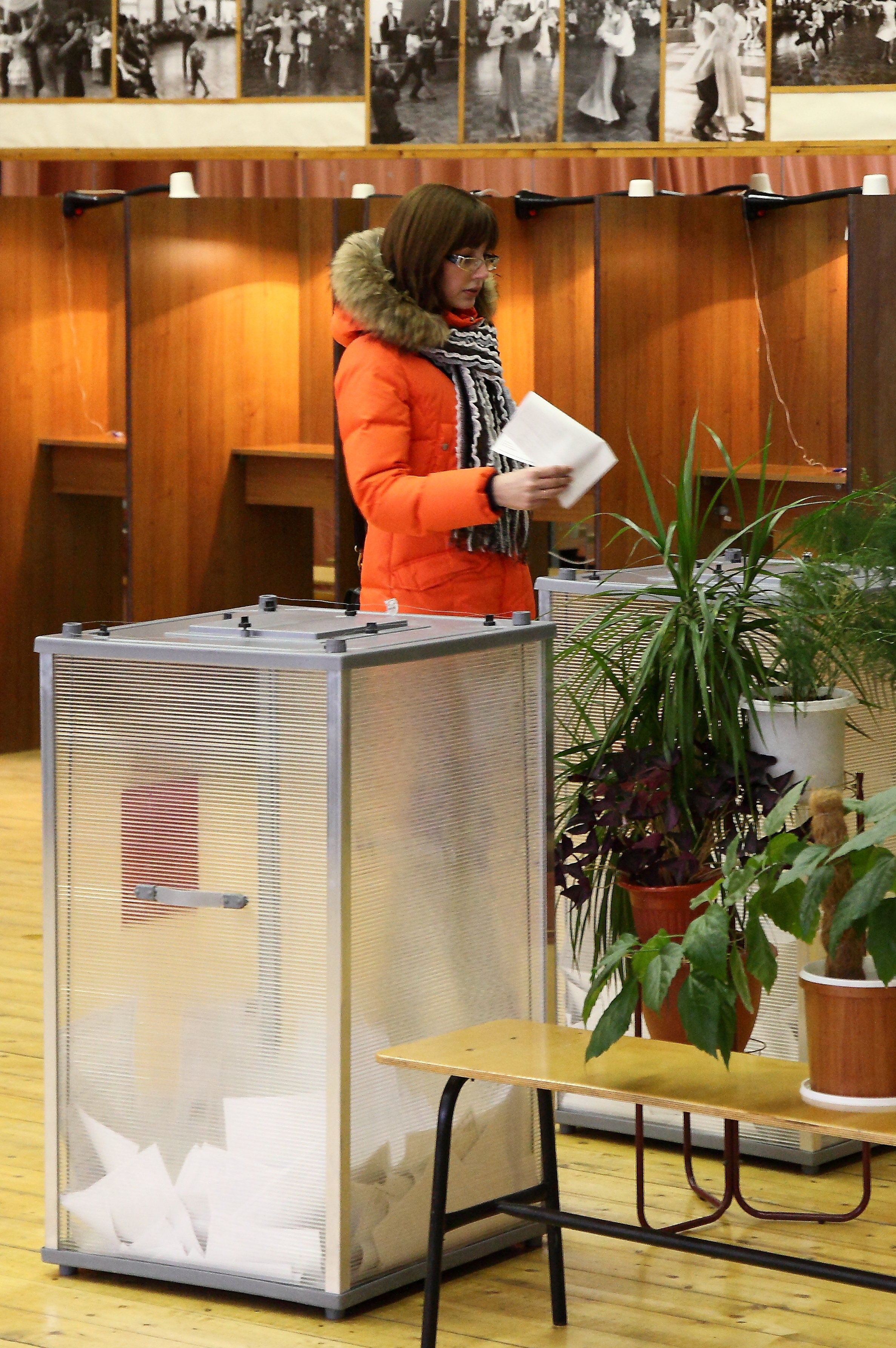
2012年俄罗斯总统选举（北德文斯克，3月4日）

- 弗拉基米爾·普京，统一俄罗斯党主席、时任俄罗斯总理
- 根納季·久加諾夫，俄羅斯聯邦共產黨中央執行委員會主席
- 弗拉基米爾·日諾夫斯基，俄罗斯自由民主党主席
- 謝爾蓋·米羅諾夫，公正俄羅斯黨前領導人
- 米哈伊爾·普羅霍羅夫，俄羅斯億萬富翁

## 參選人
- 弗拉基米爾·普京，俄羅斯總理
- 根納季·久加諾夫
- 弗拉基米爾·日里諾夫斯基
- 謝爾蓋·米羅諾夫
- 米哈伊爾·普羅霍羅夫
- 德米特里·梅津采夫，伊爾庫茨克州州長，惟後來並不獲俄羅斯中選委所確認其參選資格
- 尼古拉·亞夫林斯基（英语：Nicolai Levashov），亞博盧黨創始人，惟後來並不獲俄羅斯中選委所確認其參選資格

## 選舉結果
2012年3月4日舉行的俄羅斯總統選舉，整體投票率65.27%。
| 候選人                | 政黨             | 得票率 | 當選 |
| --------------------- | ---------------- | ------ | ---- |
| 普京                  | 統一俄羅斯黨     | 63.64% |      |
| 久加諾夫              | 俄羅斯聯邦共產黨 | 17.18% |      |
| 米哈伊爾·普羅霍羅夫   | 獨立參選人       | 7.98%  |      |
| 弗拉基米爾·日諾夫斯基 | 俄罗斯自由民主党 | 6.22%  |      |
| 謝爾蓋·米羅諾夫       | 公正俄羅斯黨     | 3.85%  |      |